# Luc (Lozère)
Luc ist eine französische Gemeinde mit 207 Einwohnern (Stand 1. Januar 2022) im Département Lozère in der Region Okzitanien.

## Geografie
Luc ist ein Dorf am Oberlauf des Flusses Allier nördlich der Cevennen.

## Bevölkerungsentwicklung
| Jahr      | 1962 | 1968 | 1975 | 1982 | 1990 | 1999 | 2007 | 2018 |
| Einwohner | 407  | 345  | 300  | 252  | 212  | 209  | 223  | 213  |

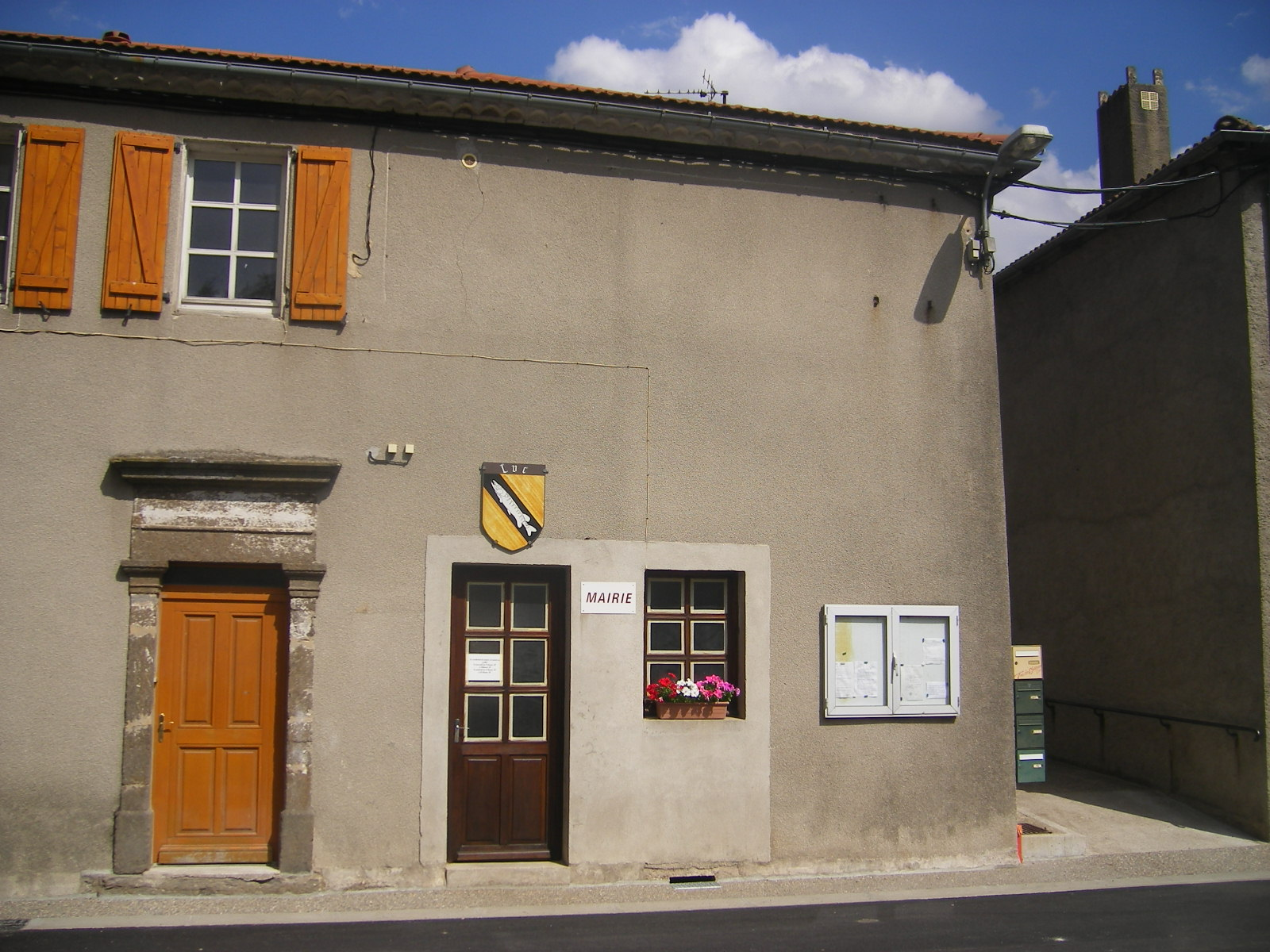
Mairie Luc
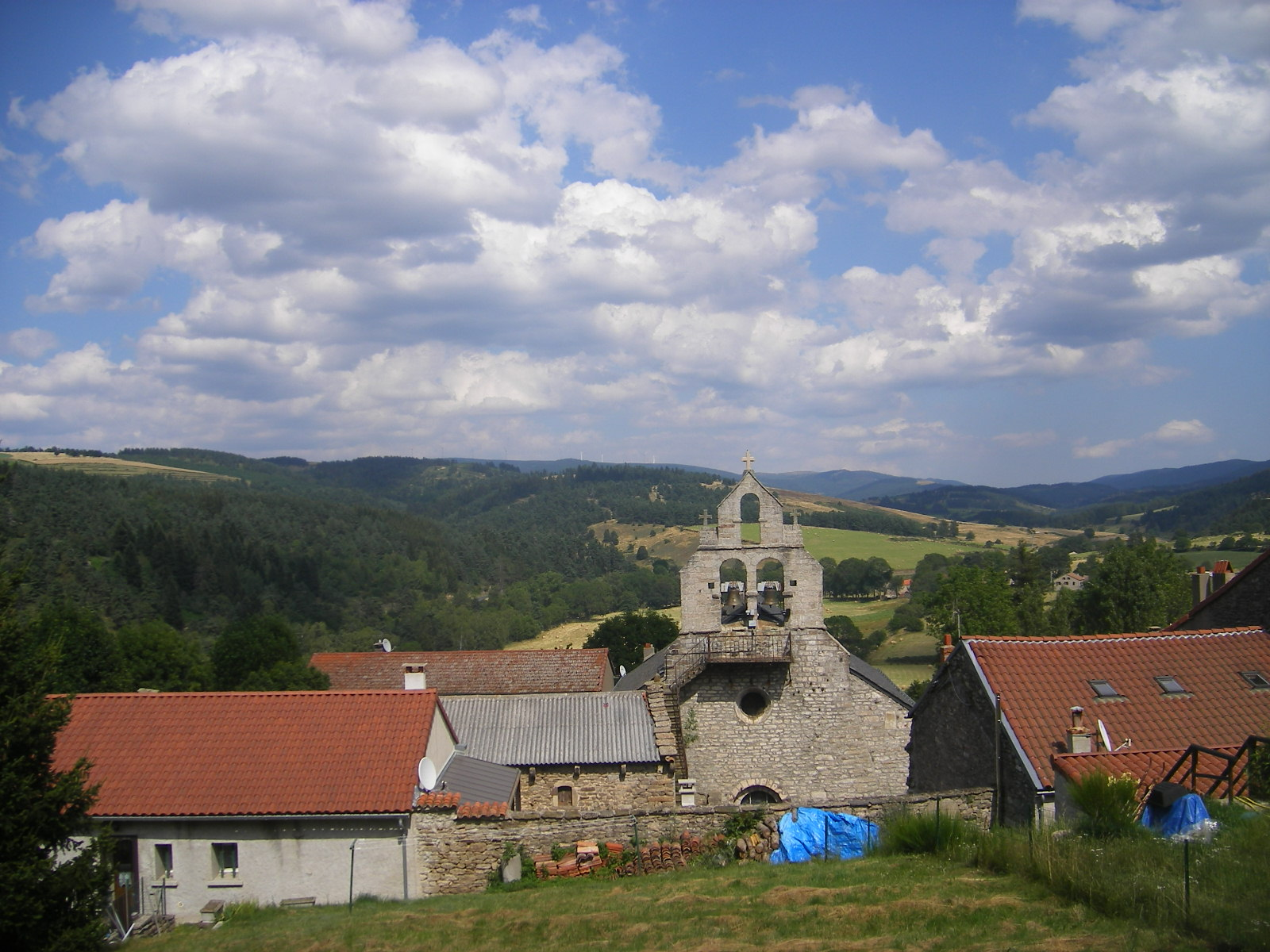
Kirche Saint-Pierre